# Quechuafolket

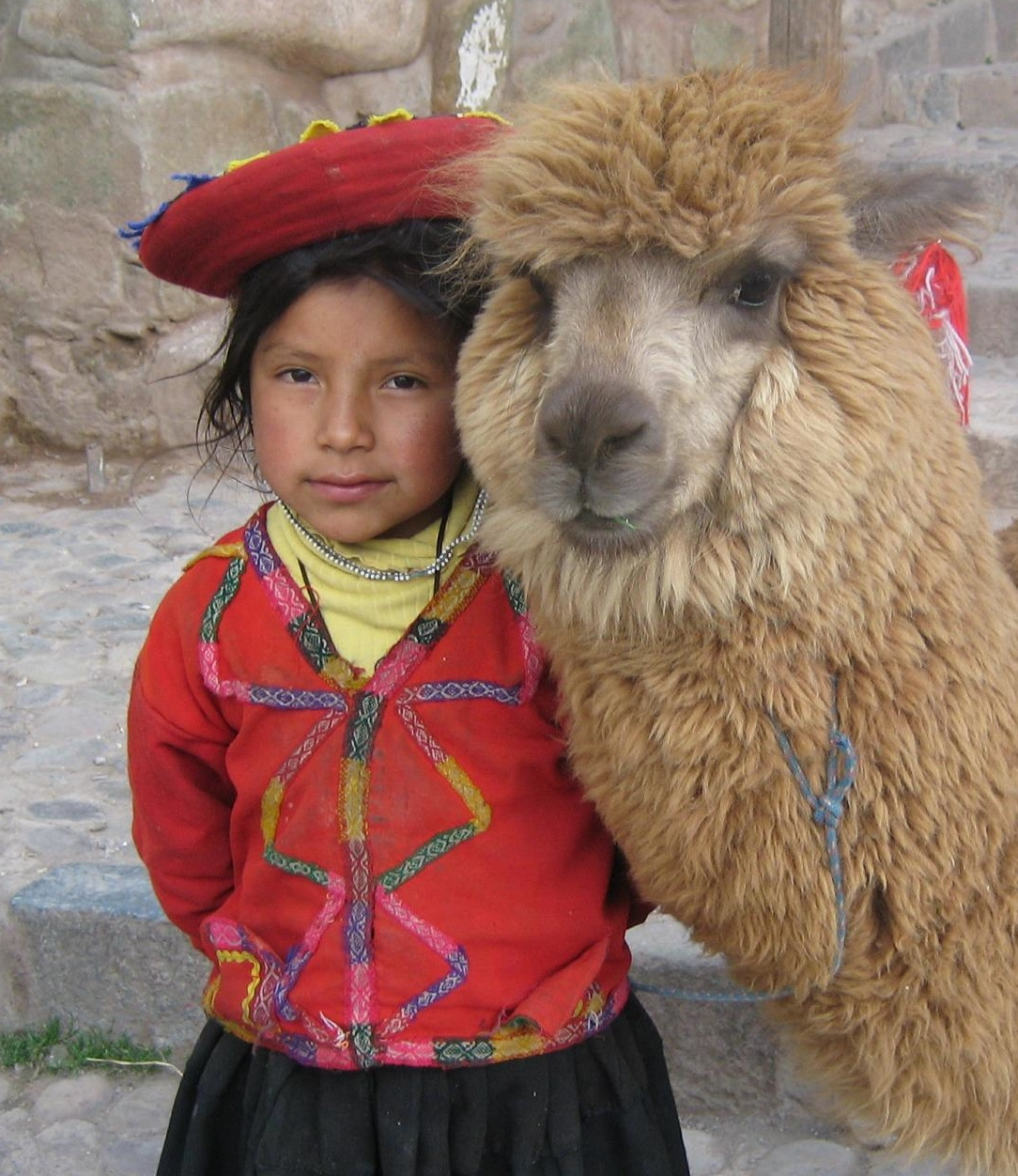
Quechuansk flicka med en alpacka

Quechuafolket lever i Anderna i Sydamerika, i Peru, Bolivia, Ecuador, Chile och Argentina. De utgör en befolkning på mellan 10 och 13 miljoner invånare. Quechuéer definieras av sitt språk, quechua, som är detsamma som deras förmodade förfäder inkafolket talade. "Quechua" får därför hänvisa till flera olika etniska grupper. Quechuafolket lever av jordbruk och boskapsuppfödning. Det är i deras område potatis och quinoa har sitt ursprung. Lama och alpacka hålls som husdjur.

## Historia
På 1400-talet och början på 1500-talet erövrade Inkafolket sina grannfolk och inlemmade dem i sitt rike. När spanjorerna kom till detta område var Inkarikets befolkning omkring sex miljoner. På grund av inbördeskrig kunde conquistadorerna snabbt erövra hela riket. På bara 30 år dog närmare fem miljoner på olika sätt, de flesta i smittsamma sjukdomar som urfolken inte hade något immunförsvar mot. Men språket och traditionerna överlevde.

## Demografi
Quechuafolket lever i de andinska länderna utom i Colombia. Störst befolkning har Bolivia och Peru.
| Land      | Folkmängd | År   | Källa |
| Argentina | 206 739   | 2001 | [ 1 ] |
| Bolivia   | 2 283 465 | 2001 | [ 2 ] |
| Chile     | 6 175     | 2002 | [ 3 ] |
| Colombia  |           |      |       |
| Ecuador   | 451 783   | 2001 | [ 4 ] |
| Peru      | 3 360 331 | 2007 | [ 5 ] |

Quechuaspråket talas av mer än 10 miljoner människor i de andinska länderna. Den vanligaste dialekten är Sydquechua. I Ecuador talas Kichwadialekten.

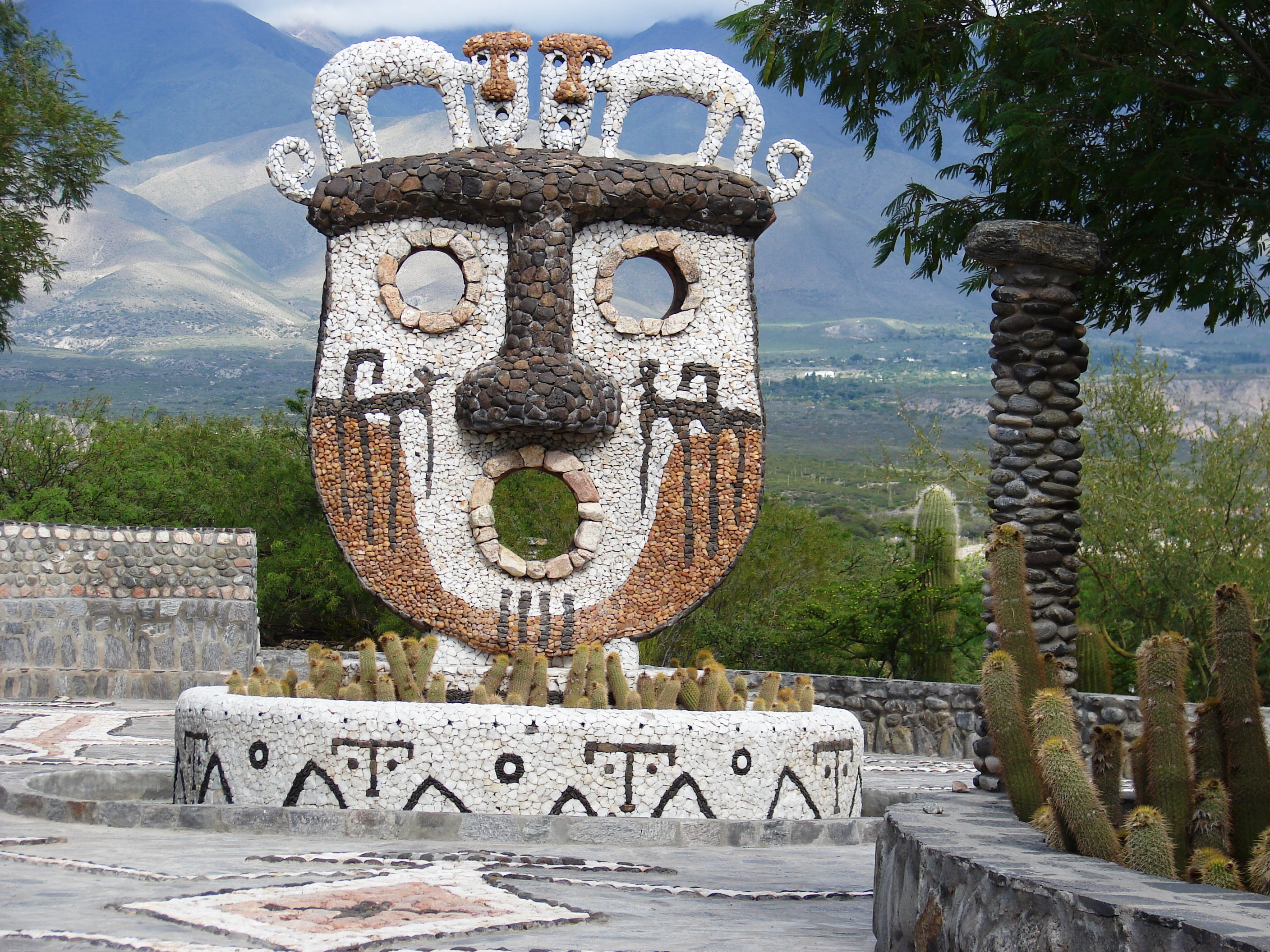
Pachamama museet i Tucumán

Sedan den koloniala tiden tillhör de flesta i Anderna den Romersk-katolska kyrkan. Från 1900-talet har även protestantiska kyrkor brett ut sig. Men den traditionella religionen lever kvar på många håll, särskilt tron på Moder Jord. Pachamama ger lycka och fruktbarhet och därför är det vanligt att skänka rök- eller dryckesoffer till henne.

## Ekonomi
Quechuafolket lever i mindre samhällen och huvudsaklig försörjning är jordbruk och djurhållning, främst lamadjur och alpacka. Dessa djur används som lastdjur och ger fett, kött, gödsel, ull och läder. 
Odlingar kan sträcka sig över flera olika nivåer, vilket möjliggör odling i flera klimatzoner. Marken ägs normalt av lokala kollektiv. Quechuafolket lägger stor vikt vid samarbete och inbördes hjälp.

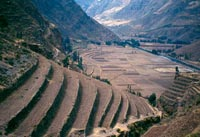
Odling i andinska terrasser

När spanjorerna anlände konfiskerade de den bästa marken och många quechuéer blev livegna.

## Kända personer
- Diego Quispe Tito, (1611-1681) konstnär
- Túpac Amaru II, (1738-1781), frihetskämpe
- Ollanta Humala, (1962), Perus president
- Benjamin Bratt, (1963), amerikansk skådespelare
- Josh Keaton, (1979), amerikansk skådespelare
- Q'orianka Kilcher, (1990), amerikansk skådespelare